# Agartha

Wewnętrzny świat w ziemi, z The Goddess of Atvatabar Williama R. Bradshawa (1892).

Agharta (Agartha, Agartta, Agharti, Agarta, Agarttha, Aharta) – mityczna kraina według podań położona we wnętrzu Ziemi, będąca siedzibą podziemnego państwa zamieszkiwanego przez wysoko zorganizowaną cywilizację, która miała schronić się w podziemiach uciekając przed kataklizmami. Cywilizacja ta pod różnymi względami ma przewyższać poziom cywilizacyjny ludzi zamieszkujących powierzchnię Ziemi, do czego miałoby się przyczynić opanowanie przez nią kosmicznej energii o nazwie Vril. Ma być krainą wiecznego szczęścia i urodzaju, w której mają mieszkać duchowi przywódcy świata. Wejścia do jej wnętrza mają znajdować się w różnych miejscach na świecie, między innymi w Tybecie i na biegunie północnym. Zaciekawiła ona Hitlera, który wysłał do Tybetu grupę badawczą z zadaniem znalezienia wejścia. Grupa dotarła do Lhasy stolicy Tybetu. Wejścia szukano w pałacu Potala, siedzibie Dalajlamy. Poszukiwania jednak skończyły się porażką. Jako inne wejścia rozważane są lub były także: 
- Piramida Cheopsa
- Pustynia Gobi

## Powiązanie z teorią pustej Ziemi
Legenda Agharty wpisuje się w znane od starożytności i modne w wieku XVIII i XIX pseudonaukowe i konspiracyjne teorie pustej Ziemi, które zakładały istnienie wewnątrz kuli ziemskiej mitycznych wolnych przestrzeni i krain, stanowiących siedzibę fantastycznych stworzeń, nieznanych wysoko rozwiniętych cywilizacji i maszyn o niezwykłych właściwościach, np. UFO.
Przykładem takiej opowieści, która została później zidentyfikowana jako opis cywilizacji i kultury Agharty, chociaż jej autor nie używa tej nazwy, jest książka Willisa George’a Emersona (1856–1918) pt. The Smoky God (1908). Jej bohaterem jest żeglarz norweski Olaf Jansen,  który w trakcie swoich podróży trafił do wnętrza Ziemi przez wejście w okolicy bieguna północnego i spędził dwa lata między mieszkańcami podziemi. Opisuje ich jako wysokich na 12 stóp, ich stolica miałaby nosić nazwę Ogrodu Edenu, a podziemną przestrzeń oświetlałoby centralne „dymne” słońce.

## Dzieje Agharty
Agharta bywa często lokalizowana pod Himalajami, ale też spotyka się wersje legendy umieszczające ją w Azji centralnej na północ od Tybetu, pod biegunem północnym, czy też pod innymi obszarami świata.
Istnieją liczne i różniące się od siebie wersje legendy tłumaczące zejście cywilizacji pod ziemię i utworzenie Agharty, która miałaby stanowić centrum okultystycznych mocy dobra i idealizmu (ścieżka prawej ręki i złotego słońca) w przeciwieństwie do mocy zła i materializmu (ścieżka lewej ręki i czarnego słońca) osadzonych również pod ziemią w centrum zwanym Shambala. Świat podziemny nie byłby zatem wolny od napięcia między rywalizującymi tendencjami, jednak Agharcie przypadałaby rola centrum dobra i siły Vril. Shambala bywa też niekiedy utożsamiana ze stolicą Agharty.
Związków z Aghartą, jako miejscem schronienia i kolebką rasy aryjskiej, doszukiwali się również niemieccy naziści, którzy w tym celu zorganizowali wyprawę do Tybetu pod kierownictwem Ernsta Schäfera.
Idea Agharty pojawia się jednak już wcześniej w okultystycznej literaturze francuskiej takich autorów, jak m.in. Louis Jacolliot (1837–1890), który w swojej wydanej w roku 1875 książce pt. Le Spiritisme dans le monde, L'initiation et les sciences occultes dans l'Inde et chez tous les peuples de l'antiquité przydaje jej tytuł prehistorycznego Miasta Słońca w oparciu o rzekome źródła pochodzące od tybetańskich braminów czy René Guénon (1886–1951), który posądza Ferdynanda Ossendowskiego o plagiat z Alexandre’a Saint-Yves d’Alveydre'a, a sam w swojej książce Le Roi du Monde osadza władcę świata w nietykalnej Agharcie, która ma stanowić duchowe centrum świata.

## Agharta w opisie Alexandre’a Saint-Yves d’Alveydre’a
Okultysta francuski, twórca pojęcia synarchia, markiz Alexandre Saint-Yves d’Alveydre (1842–1909) jest autorem, który w swojej książce zatytułowanej Mission de l'Inde en Europeä (1886) położył zasadniczy wkład w powstanie idei Agharty na terenie Europy. Wiedzę na ten temat miał zdobyć w trakcie nauki sanskrytu – jego nauczycielem został przybysz z Indii Hardjij Scharipf (Haji Sharif), rzekomy książę, postać owiana mgłą tajemnicy, podpisujący się jako Guru Pandit z Wielkiej Szkoły Agharty. Manuskrypty notatek z tychże lekcji w latach 1885–1886 przechowywane są w bibliotece Sorbony i dowodzą, że Alexandre Saint-Yves d’Alveydre uzyskał w ich trakcie wiedzę na temat Agharty oraz poznawał rzekomo używany w Agharcie 22-znakowy alfabet języka Vattan, który miałby być językiem Aghartian. Wiedzę o Agharcie miał pogłębiać przez swoje rzekome bezpośrednie kontakty telepatyczne z jej „wschodzącymi mistrzami”.
Zejście do podziemnych przestrzeni Agharty miało nastąpić ok. 3200 roku p.n.e. stanowiąc początek nowej ery, zwanej Kali Yuga. Mieszkańcy Agharty przewyższają ludzi zamieszkujących powierzchnię Ziemi pod względem technologicznym, moralnym oraz społecznym. Porządek społeczny oparty jest na zasadzie synarchii, która jest przeciwieństwem panującej wśród mieszkańców Ziemi anarchii. Agharta rządzona jest przez władcę Brahmatmę – istotę o nadnaturalnych mocach, którego sprzymierzeńcami (pomocnikami) są Mahatma i Mahanga. Od czasu do czasu Agharta wysyła na powierzchnię Ziemi swoich emisariuszy, którzy oceniają poziom rozwoju cywilizacji ludzkiej; kiedy mieszkańcom Ziemi uda się stworzyć rząd oparty na zasadach synarchii, Agharta ma otworzyć swoje podwoje przed ludźmi i podzielić się z nimi swoimi osiągnięciami cywilizacyjnymi.

## Agharta w opisie Ferdynanda Ossendowskiego
Koncepcje związane z podziemnym państwem Agharty odżyły w książce polskiego pisarza, dziennikarza i podróżnika – Ferdynanda Ossendowskiego (1876–1945) wydanej po raz pierwszy w roku 1923 pt. Przez kraj ludzi, zwierząt i bogów. Autor podczas swojej podróży po Mongolii miał usłyszeć od jej mieszkańców opowieści o państwie podziemnym, które leży gdzieś pod Indiami albo Afganistanem.
Agharta miała powstać ok. 60 000 lat temu, kiedy pewne plemię rządzone przez „świętego człowieka” miało się schronić w podziemiach. Miejsce wejścia do tych podziemi jest ukryte, a pieczary łącząc się ze sobą rozciągają się przez wszystkie podziemia świata. Mieszkańcy podziemi rządzą się prawami, przy których zbrodnie i występki stają się niemożliwe. Dysponują „osobliwym ogniem”, przy świetle którego rośliny wydają duże plony, pod ziemią istnieją gatunki zwierząt, których nie ma na powierzchni.
Społeczność Agharty liczy 800 milionów mieszkańców, stolica otoczona miastami kapłanów przypomina Lhasę, a całym państwem rządzi Władca Świata, zwany inaczej Wielkim Nieznanym albo Brahytmą, który pozostaje w bezpośrednim kontakcie z Bogiem. Ma dwóch pomocników – Mahytmę, który zna cel przyszłych wypadków oraz Mahyngę, który kieruje przyczynami tych wypadków. Pałac Władcy Świata otoczony jest domami świętych goro – świętych (panditów), którzy dysponując wiedzą tajemną rządzą życiem i śmiercią ludów.
W książce Ossendowskiego zawarta jest przepowiednia, że mieszkańcy Agharty wyjdą na powierzchnię Ziemi.
Jak wynika z przeglądu literatury i zebranych opisów, Agharta wydaje się bardziej legendarnym miejscem mitycznym, niż miejscem realnym. Nie przeszkodziło to jednak, żeby mit ten, ożywiony i rozpropagowany w wieku XIX, mógł być podtrzymywany przez towarzystwa okultystyczne, np. Towarzystwo Thule, Towarzystwo Vril, Towarzystwo Teozoficzne oraz licznych autorów literatury okultystycznej, a także znaleźć swoje miejsce w XX-wiecznych treściach ideologiczno-propagandowych nazizmu.